# Вал (река, Сахалин)
Вал — река на острове Сахалин.
Впадает в залив Чайво. Берёт начало и протекает по Северо-Сахалинской низменности. В административном отношении протекает по территории Ногликского района. Длина реки составляет 112 км, площадь водосборного бассейна — 1440 км². Общее направление течения — с запада на восток.

## Данные водного реестра
По данным государственного водного реестра России относится к Амурскому бассейновому округу.
Код объекта в государственном водном реестре — 20050000212118300000418.